# 基思·罗利
基思·克里斯托弗·羅利博士（英語：Dr. Keith Christopher Rowley；1949年10月24日—），是一名千里達及托巴哥與政治人物。
他在1991年進入千里達及托巴哥眾議院擔任西迭戈馬丁選區議員，2010年起成為人民民族运动 黨魁，同時為千里達及托巴哥議會的反對黨領袖。
2015年選舉中，人民民族運動取得眾議院41席中23席成為議會最大黨，羅利於2015年9月9日由總統安東尼·卡莫納任命，宣誓就任千里達及托巴哥總理。人民民族運動在2020年大選取得眾議院22席，繼續保持執政權。

## 外部連結
- 维基共享资源上的相關多媒體資源：基思·罗利

| 政党职务                         | 政党职务                    | 政党职务                         |
| -------------------------------- | --------------------------- | -------------------------------- |
| 前任者： 派屈克·曼寧             | 人民民族運動黨魁 2010年－   | 現任                             |
| 官衔                             |                             |                                  |
| 前任者： 卡姆拉·珀塞德－比塞萨尔 | 反對黨領袖 2010年－2015年   | 繼任者： 卡姆拉·珀塞德－比塞萨尔 |
| 前任者： 卡姆拉·珀塞德－比塞萨尔 | 千里達及托巴哥總理 2015年－ | 現任                             |